# Ośrodek Kultury Leśnej w Gołuchowie
Ośrodek Kultury Leśnej w Gołuchowie (OKL w Gołuchowie) – samodzielna jednostka organizacyjna działająca w strukturze Państwowego Gospodarstwa Leśnego Lasy Państwowe, powstała w 1976 roku na terenie dziewiętnastowiecznego założenia zamkowo-parkowego w Gołuchowie (w latach 1976-1986 OKL działał w ramach Nadleśnictwa Taczanów). W ramach OKL Gołuchów działa Muzeum Leśnictwa oraz Pokazowa Zagroda Żubrów.
OKL zajmuje powierzchnię ok. 200 ha, w jej skład wchodzi park-arboretum z kompleksem wystawienniczo-edukacyjnym, zlokalizowanym w Oficynie, Dybulu oraz budynkach po dworskich (owczarnia, powozownia).

## Utworzenie

### Koncepcja
Pomysł utworzenia muzeum leśnictwa powstał na posiedzeniach Galicyjskiego Towarzystwa Leśnego (późniejsze Polskie Towarzystwo Leśne) pod koniec XIX wieku. Towarzystwo wystosowało apel w tej sprawie w 1894 roku ogłoszony podczas Powszechnej Wystawy Krajowej we Lwowie, gdzie prezentowany był dorobek polskich leśników. 
Ideę utworzenia muzeum leśnictwa poparł m.in. organizowany we Lwowie w 1937 roku XV Zjazd Lekarzy i Przyrodników Polskich. W swej uchwale podkreślił rolę jaką lasy odgrywają w ekonomii przyrody, w gospodarstwie krajowym i obronie kraju. 
Tuż przed wybuchem II wojny światowej Dyrektor Naczelny Lasów Państwowych powołał muzeum leśnictwa przy Instytucie Badawczym Leśnictwa w Warszawie, z uwagi na sytuację nie zostało ono utworzone.

### Powstanie Muzeum Leśnictwa i Drzewnictwa
Muzeum Leśnictwa i Drzewnictwa utworzono 1 czerwca 1968 roku decyzją Ministra Leśnictwa i Przemysłu Drzewnego, Romana Gesinga, a tymczasową siedzibę chciano zlokalizować w Krakowie-Przegorzałach. W związku z brakiem formalnej zgody władz Krakowa na lokalizację muzeum i niewystarczające środki finansowe w tym okresie głównym zadaniem było gromadzenie muzealiów.

### Powstanie Muzeum Leśnictwa
Na początku lat 70 władze powiatu pleszewskiego zaproponowały, by Muzeum Leśnictwa zorganizować w dawnej posiadłości hrabiego Jana Działyńskiego i jego żony księżnej Izabeli z Czartoryskich Działyńskiej w Gołuchowie. Po II wojnie światowej majątek przeszedł na rzecz Skarbu Państwa. Zamek w Gołuchowie w 1951 roku przejęło Muzeum Narodowe w Poznaniu, natomiast parkiem i pozostałymi zabudowaniami zespołu w Gołuchowie administrowała w latach 1951-1973 Wyższa Szkoła Rolnicza w Poznaniu. Powstała tu placówka naukowa, co zabezpieczyło przed gwałtowną dewastacją budynki i zapobiegło zniszczeniu arboretum. Wymagane nakłady finansowe były jednak zbyt duże. Dnia 1 stycznia 1974 roku rozpoczęto organizację Muzeum Leśnictwa (przez Okręgowy Zarząd Lasów Państwowych w Poznaniu) pod kierunkiem mgr. inż. Wojciecha Wilusza z udziałem mgr. inż. Juliana Jeszke, pełniącego obowiązki kierownika parku i szkółki. W 1975 roku Minister Leśnictwa i Przemysłu Drzewnego wydał ostateczną decyzję o zlokalizowaniu Muzeum Leśnictwa w Gołuchowie. Z Krakowa do Gołuchowa przewieziono zgromadzone wcześniej muzealia techniczne, książki, czasopisma i archiwalia. 
Pierwszą wystawę Technika leśna otwarto w dawnych stajniach 29 czerwca 1983 roku. Otwarcie Muzeum Leśnictwa nastąpiło 4 października 1986 roku w odrestaurowanej Oficynie.

### Powstanie OKL
W 1976 roku powołano Ośrodek Kultury Leśnej w Gołuchowie, organizacyjnie znajdował się w strukturze Nadleśnictwa Taczanów. Po restrukturyzacji od 1 stycznia 1987 roku Ośrodek Kultury Leśnej funkcjonuje jako jednostka samodzielna w strukturach Lasów Państwowych. 

## Rada naukowa
OKL w Goluchowie w swej strukturze zawiera organ doradczy i opiniodawczy w postaci Rady Naukowej. Wspomaga ona dyrektora w określaniu kierunków rozwoju, planowania i realizacji zadań Ośrodka. Rada działa od września 1977 roku jej kadencja trwa 4 lata. W jej skład wchodzi 15 osób powołanych decyzją dyrektora generalnego Lasów Państwowych.

## Pokazowa Zagroda Żubrów
Utworzona została w kwietniu 1977 roku w związku ze wzrostem populacji żubrów i koniecznością tworzenia nowych, rozproszonych ośrodków hodowlanych. Zagrodę utworzono w kompleksie leśnym przylegającym do parku-arboretum. Zajmuje powierzchnię ponad 20 ha. W zagrodzie umieszczono żubry, daniele, koniki polskie oraz dziki.